# La Anónima (estación)
La estación La Anónima forma parte del sistema Autobuses Caleta Olivia. Su nombre se debe debido a que en cercanías se encuentra el supermercado La Anónima. Fue inaugurada en 2012.

## Características
Se accede al plataforma mediante una rampa. La estación incluye carteles informativos sobre el servicio y la combinaciones posibles. La parada está cubierta y cuenta con asientos.
Presenta un flujo medio/moderado de pasajeros, aunque es muy difícil predecir con exactitud una media pues la estación muestra niveles de ocupación muy variables. Los usuarios generalmente son empleados y estudiantes, cuyos lugares de origen/destino están entre los comercios del sector o las instituciones educativas cercanas.

## Colectivos
Esta estación es operada exclusivamente por la línea A.